# Kuzminki (stanice metra v Moskvě)
Kuzminki (rusky Кузьминки) je stanice moskevského metra na Tagansko-Krasnopresněnské lince.

## Charakter stanice
Stanice se nachází v jihovýchodní části města, je třetí od konce. Postavena byla jako hloubená, mělce založená, pouhých 8 m hluboko. Její nástupiště je ostrovní, podpírají jej dvě řady sloupů s rozestupem 4 m, dohromady jich je 40. Konstrukce tedy vychází ze standardizovaného projektu. Na obklad prostoru stanice se použil bílý mramor (sloupy), keramické dlaždice (stěny za nástupištěm) a žula (podlaha). Dlaždice, tvořící obklad stěn jsou krémové a karmínové barvy, uspořádané do obdélníků, mezi nimi jsou v pravidelných rozestupech vložené kovové plastiky s tematikou volně žijících zvířat. Stanice má dva výstupy a dva podpovrchové vestibuly umístěné pod ulicí Volgogradskij prospekt.
Kuzminiki byly jako součást úseku Taganskaja – Vychino otevřeny 31. prosince roku 1966, jednalo se tehdy o část ještě Taganské linky (před spojením s jejím severozápadním úsekem označovaným jako Krasnopresňenskaja v linku jedinou). Díky tomu, že na povrchu se nachází terminál příměstské dopravy, kam přijíždí mnoho lidí ze sousedních měst, jsou Kuzminki velmi využívány; obrat cestujících činí okolo 110 000 denně (srovnatelné například s pražskou stanicí I. P. Pavlova).